# Fejø Kirke
Fejø Kirke ligger på Fejø i Smålandsfarvandet tæt ved øens sydøstvendte strand. Den er en romansk bygning fra 1240 med et senromansk kor og skib opført i perioden 1260-1300. Det kraftige vestvendte tårn og våbenhuset er dog bygget i gotisk stil.
Kirkens altertavle stammer fra renæssancetiden og er et udskåret billedarbejde med et maleri af Christen Dalsgaard udført i 1861. Prædikestolen er prydet med udskårne statuetter af Kristus og de fire evangelister, udført af Bertel Thorvaldsen.
Såvel kirke som kirkegård er omgivet af en mur bygget af kløvede kampesten.

## Eksterne kilder og henvisninger
- Wikimedia Commons har flere filer relateret til Fejø Kirke
- Fejø Kirke Arkiveret 19. september 2015 hos  Wayback Machine hos KortTilKirken.dk
- Fejø Kirke hos danmarkskirker.natmus.dk (Danmarks Kirker, Nationalmuseet)